# واين ك. كليمر
واين ك. كليمر (بالإنجليزية: Wayne K. Clymer)‏ هو أكاديمي أمريكي، ولد في 24 سبتمبر 1917، وتوفي في 25 نوفمبر 2013.